# الوكالة الوطنية للتشغيل (الجزائر)
الوكالة الوطنية للتشغيل (ووت)، تقوم بتنظيم وتوفير وتطوير سوق العمل الوطنية واليد العاملة والتأكد من أن لكل طالب عمل أو مستخدم خدمة توظيف فعالة وذات طابع شخصي، الرقم الأخضر (3005)

## وصلات خارجية
- الموقع الرسمي للوكالة الوطنية للتشغيل
- التسجيل عبر الانترنت
- وزارة العمل والتشغيل والضمان الاجتماعي